# Hans-Peter Harjes
Hans-Peter Harjes (geboren 1939) ist ein deutscher Geophysiker. Er habilitierte 1978 im Fach Geophysik an der Technische Universität Braunschweig mit dem Thema „Spektralanalytische Interpretation seismischer Registrierungen“. Er lehrte von 1980 bis 2004 an der Ruhr-Universität Bochum. Hans-Peter Harjes nahm z. B. intensiv am DFG-Schwerpunktprogramm zur Kontinentalen Tiefbohrung (KTB) teil und war Berater der Bundesregierung bei den Genfer Abrüstungsverhandlungen, wo er bei der Umsetzung der Überwachung des Atomwaffen-Teststoppabkommens eine wichtige wissenschaftliche Rolle einnahm. 2009 wurde er Ehrenmitglied der Deutschen Geophysikalischen Gesellschaft.

## Schriften (Auswahl)
Als Autor und Ko-Autor
- M. Zoback, H. P. Harjes: Injection-induced earthquakes and crustal stress at 9 km depth at the KTB deep drilling site, Germany. In: J. Geophys. Res. Band 102, 1997, S. 18477–18491. doi:10.1029/96JB02814
- H. P. Harjes, M. Janik, J. Müller, M. Bliznetsov: Imaging of crustal structures from vertical array measurements. In: Tectonophysics. Band 286, 1998, S. 185–192. doi:10.1016/S0040-1951(97)00264-3
- H. P. Harjes, M. L. Jost, J. Schweitzer, N. Gestermann: Automatic seismogram analysis at GERESS. In: Computers and Geosciences. Band 19, 1993, S. 157–166. doi:10.1016/0098-3004(93)90113-J
- H. P. Harjes, H. Aichele, H. Rademacher: Es kommt auf den politischen Willen an. Ein seismisches Netz zur Erfassung unterirdischer Kernexplosionen. In: Naturwissenschaftler gegen Atomrüstung. Verantwortung für den Frieden. (= SPIEGEL-Buch). Rowohlt Taschenbuchverlag, Reinbek bei Hamburg 1983, S. 156–184.

Als Herausgeber
- mit Horst Rademacher (Journalist): Die Erde Im Visier: Die Geowissenschaften an der Schwelle zum 21. Jahrhundert. 1999, ISBN 3-540-66027-5.